# George Dyson

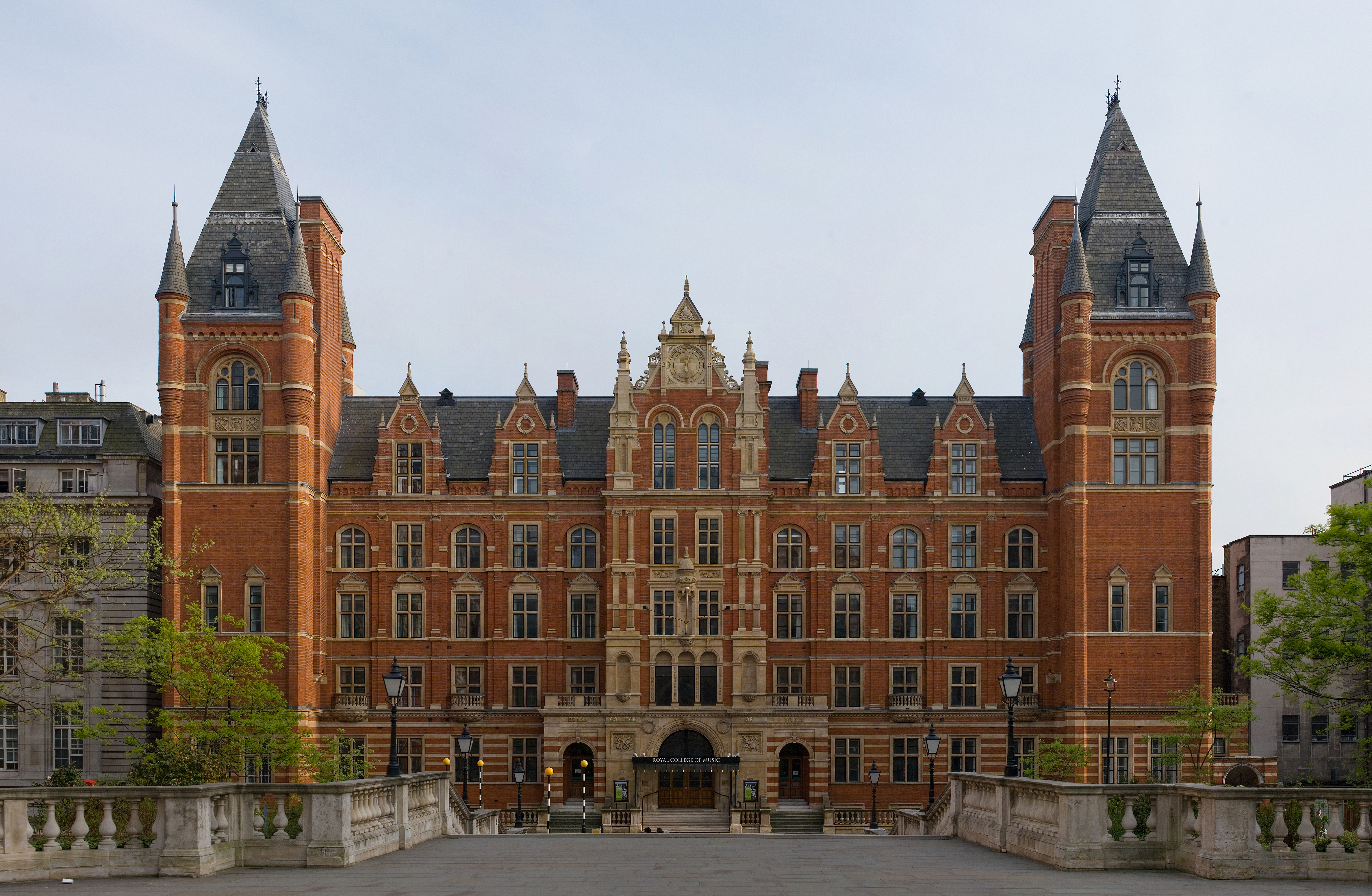
Royal College of Music de Londres, on estudià George Dyson

George Dyson (Halifax, Yorkshire, 28 de maig de 1883 – Londres, 29 de setembre de 1964) fou un compositor, organista i professor britànic.
Alumne distingit del Royal College of Music, de Londres, on assolí des del 1900 fins al 1904 els primers premis en la composició per a orgue, i el premi Mendelssohn per a perfeccionar estudis a l'estranger, i residí cert temps a Itàlia i Alemanya. En retornar al seu país fou director dels centres d'ensenyament musical d'Osborne (1908), Marlborough (1911) i Rugby (1914). També organista i director de música del Wellington College.

## Primera Guerra Mundial
Durant la primera guerra mundial abandonà l'activitat artística, serví en l'exèrcit de terra –per al qual va escriure un Manual de la lluita amb bombes de mà, adoptat oficialment pel Ministeri de la Guerra- i després s'allistà (1919-20) en la R.A.F. Reprengué les primeres activitats vers el 1921. Durant aquest període (1921-24) va fer nombroses conferències i va escriure articles musicals.

## Professorat
El 1924 era professor del Winchester College, després director d'aquest, fins al 1937. Daten d'aquesta època, llurs primeres composicions, així com els llibres La nova música (1924) El progrés de la música (1932) i Fiddling while Rome burns. Al mateix temps era professor adjunt de les Universitats de Liverpool (1926) i Glasgow (1927), i president de la Conferència d'Associacions Educacionals (1934). Entre 1937 i 1952 fou director del Royal College of Music. El 1946 donà classes a la Universitat de Londres. També explicava literatura anglesa. Va ser president de la Federació Nacional de Societats de Música, regent del Sadler's Wells, membre del College of Ciences, etc.,.

## Composició
Com a compositor era de tendències conservadores, per tant aquest amor a la tradició arribà a perjudicar a vegades la seva originalitat. Les cantates foren la seva especialitat: In Honour of City (1928), Els pelegrins de Canterbury (1931), Viatge de Sant Pau (1933), El forjador (1934), Nabuconodosor (1935), Quo vadis? (1939), El plàcid Tàmesis flueix suaument (1945), Agincourt (1955), Jerusalem (1956), Let's go a Maying (1958), Garlanda nadalenca (1959), i algunes peces corals i de música religiosa.
Llur producció simfònica comprèn: Siena, poema simfònic; Suite, per a petita orquestra; Preludi, fantasia i xacona (1936); Simfonia (1937), Concert per a violí (1942), Concerto da camera i Concerto da chiesa (1949), Concerto leggero per a piano i corda (1951. També va escriure Tres Rapsòdies per a quartet de corda les quals junt amb el poema Siena, -són les seves obres més importants-. i algunes peces per a piano.)